# 甘简公
甘简公（？—？），春秋时期甘国国君，王子带的后裔。在位时间大约在甘成公、甘景公之後。甘简公死后无子，立他的弟弟甘悼公甘过。鲁昭公十二年（前530年）十月，甘悼公被刘献公所杀。
| 前任： 甘景公 | 甘国国君 — | 繼任： 甘悼公 |